# Oude Molen (Overijse)

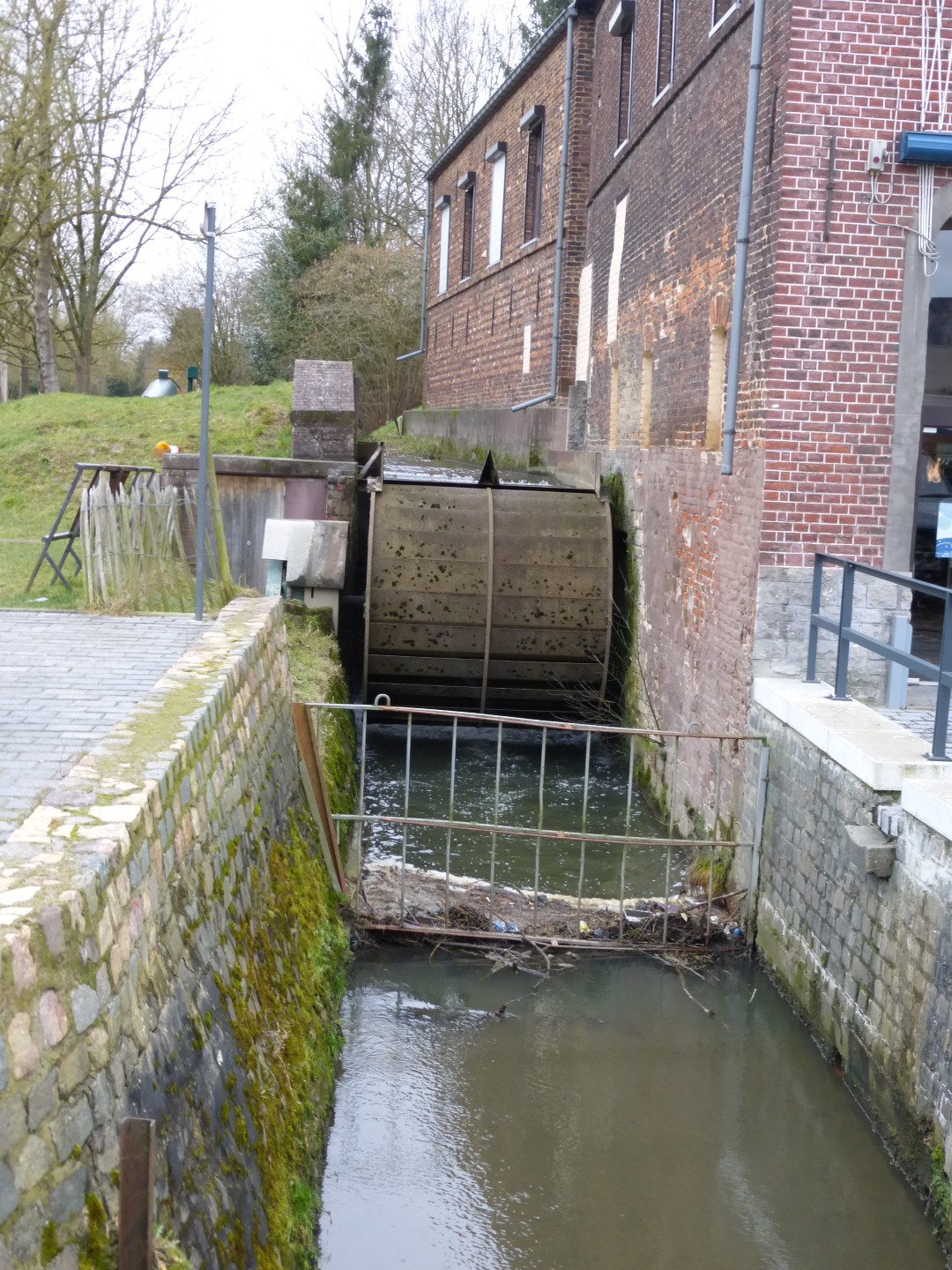
Oude Molen

De Oude Molen (ook: Scherrewerremolen) is een watermolen in de Vlaams-Brabantse plaats Overijse, gelegen aan het Stationsplein 7.
Deze bovenslagmolen op de IJse fungeerde als korenmolen.

## Geschiedenis
Al in 1300 was sprake van een watermolen op deze plaats. Het was een banmolen van de heren van Overijse. In 1834 had de molen twee houten raderen en in 1904, toen een nieuw molengebouw werd opgericht, was er nog slechts één rad aanwezig dat toen werd vervangen door een metalen rad.
Tot in de jaren '60 van de 20e eeuw was de molen in bedrijf. Daarna begon men een kledingzaak in het molenhuis, waartoe de maalinrichting werd verwijderd en het rad in verval raakte.
Van 2001-2003 werd het rad hersteld en ging de molen elektriciteit leveren onder de naam Ecopower.